# Gustaf Nordenskiöld
För forskningsresanden Gustaf Nordenskiöld (1868-95), se Gustaf E. A. Nordenskiöld.
Gustaf Nordenskiöld, född 1966, är en svensk keramiker, designer och konstkurator utbildad på Konstfack. 
Nordenskiölds arbeten behandlar frågor om naturkrafter och arkeologiska samlingar, ofta med utgångspunkt i det keramiska materialet. Synlig metod, intresset för funktion och samspelet mellan människa och objekt är centralt. Ofta låter han tillverkningssättet bli en del av det färdiga verket. På så sätt lämnas spår av processen i objektet, verkets egen historia, som ett minne av dess tillkomst. Genom att använda sig av det slumpmässiga och det styrda i processer gör Nordenskiöld arbeten som väcker frågor om varande och tillkomst. Denna metodorienterade keramik kan ta sitt uttryck i objekt eller i en dokumenterad performance. Han har även designat kläder för H&M och Polarn O. Pyret.